# Pattadakal

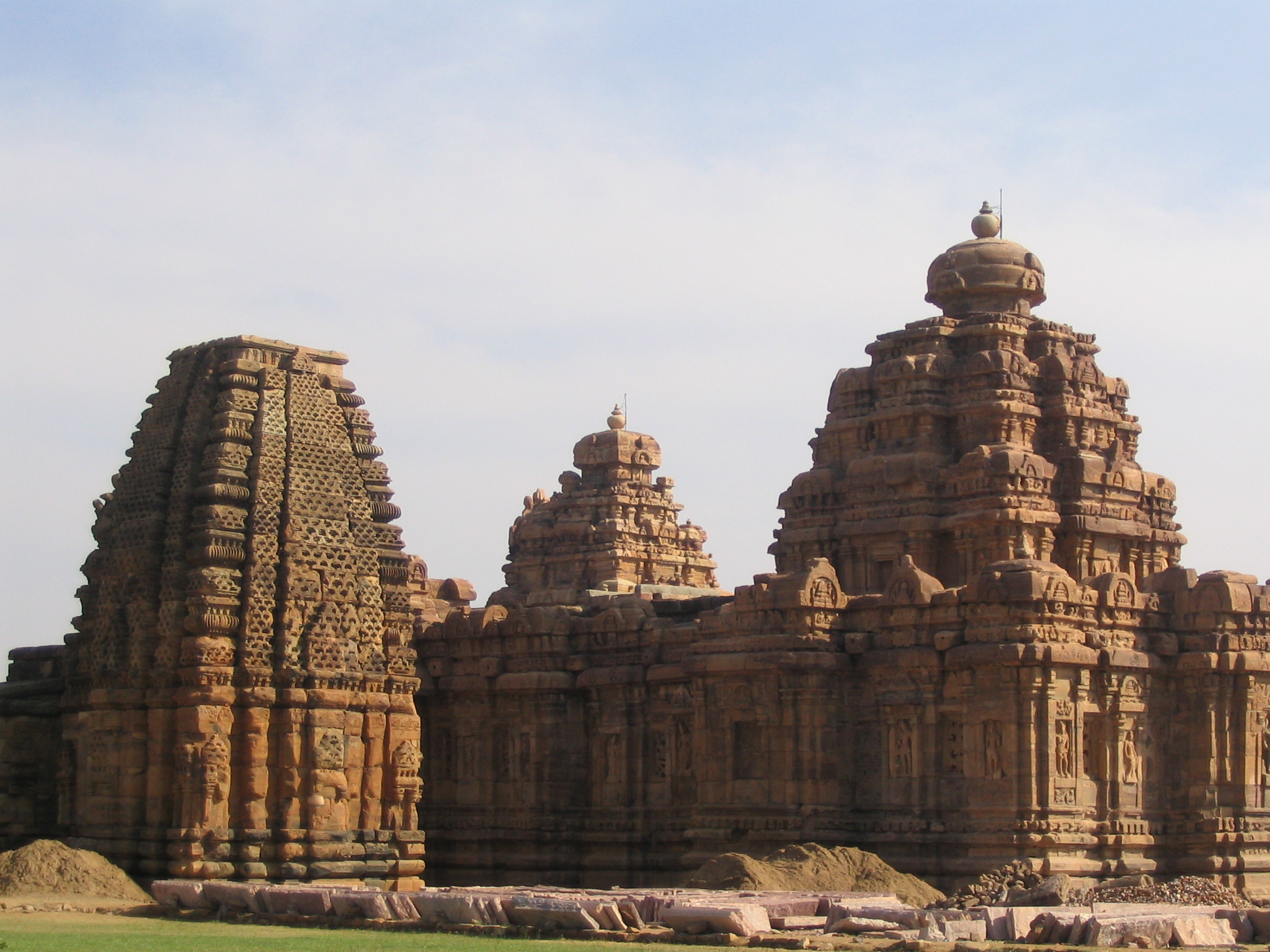
Świątynie w Pattadakal

Pattadakal (kannada: ಪಟ್ಟದ್ಕಲ್ಲು) – miejscowość w stanie Karnataka w południowych Indiach, położona ok. 2o km od dawnej stolicy Ćalukjów, Badami. Znana jest przede wszystkim z pochodzącego z zespołu 9 doskonale zachowanych świątyń hinduistycznych i jednej dźinijskiej, zbudowanych od VII do X w.. Wyjątkowość świątyń wynika połączenia w architekturze Pattadakal wpływów drawidyjskich (południowo-indyjskich) i aryjskich (północno-indyjskich). W 1987 Pattadakal został wpisany na Listę Światowego Dziedzictwa UNESCO.